# Numerische Mechanik
Die Numerische Mechanik (englisch computational mechanics) befasst sich mit der Untersuchung und Entwicklung numerischer, computerorientierter Methoden sowie den zugehörigen Algorithmen und der Berechnungssoftware für die Lösung von ingenieurwissenschaftlichen Problemstellungen, deren physikalisches Verhalten durch adäquate mathematische Modelle beschrieben werden kann.
Ein Problem ist für die Technik nur dann lösenswert, wenn es eine praktische Anwendungsmöglichkeit hat, und eine technische Aufgabe kann erst dann als gelöst betrachtet werden, wenn die Lösung sich auch zahlenmäßig mit erträglichem Rechenaufwand bis in alle Einzelheiten auswerten lässt.
Numerische Mechanik umfasst die rechnergestützte Festkörpermechanik als auch Numerische Strömungsmechanik. Mittlerweile können auch für komplexe Systeme Computermodelle erstellt werden und die wirklichkeitsnahen Simulationsergebnisse haben dazu geführt, dass die numerische Mechanik ein wichtiges Werkzeug in der virtuellen Produktentwicklung für die Industrie geworden ist. Auf der Basis von Theorie, Experiment, Numerik und Informatik werden zunehmend intelligenter werdende Produkte, Prozesse und Verfahren virtuell entworfen und entwickelt. Die numerische Mechanik gestattet durch einen detaillierten Einblick in die Vorgänge und Untersuchung von Modellvarianten Entwicklungszeiten und -kosten zu reduzieren.